# بیل فریبرگر
بیل فریبرگر(به انگلیسی: Bill Freiberger) تهیه‌کننده، نویسنده، کارگردان و صداپیشهٔ آمریکایی است. از معروف‌ترین کارهای او می‌توان به سیمپسون‌ها و سری انیمیشن سونیک بوم اشاره کرد.